# Mahalangur Himal
Mahālangūr Himāl (nepalesiska महालङ्गूर हिमाल, Mahālaṅgūra himāla) är en bergskedja i Himalaya i nordöstra Nepal och södra och centrala Tibet. Den kan med fog kallas världens högsta bergskedja. Mahalangur Himal sträcker sig 80 kilometer i riktning ostsydost och har en bredd av 65 kilometer i riktning nordnordost. Bergskedjan omfattar 5200 kvadratkilometer.

## Beskrivning
Bergskedjan sträcker sig från Nangpa La i öster mellan Rolwaling Himal och Cho Oyu till Arun River. Bergskedjan innefattar Mount Everest, Lhotse, Makalu och Cho Oyu — fyra av jordens sex högsta berg.  På den tibetanska sidan avvattnas den via Rongbuk-glaciären och Kangshung-glaciären och på den nepalesiska sidan av bland annat Barun-floden, Ngojumba-glaciären och Khumbu-glaciären.  Alla dessa är bifloder till Kosifloden via Arun-floden i norr och öster eller Dudh Kosi-floden i söder.
På den geologiska tidsskalan daterar sig Himalaya, och därmed också Mahalangur Himal 40-50 miljoner år tillbaka.

## Bergskedjans delar
Mahalangur Himal delas in i tre delar eller sektioner:
1. Makālu (nepalesiska मकालु) närmast Arun-floden och längs gränsen mellan Nepal och Kina. Bergen Makalu 8463 m, Chomo Lonzo 7790 m, Kangchungtse eller Makalu II 7678 m och Peak 7199 räknas till denna sektion.
2. Barun (nepalesiska बरुण, Baruṇa) i Nepal, söder om Makālu-sektionen.  Bergen Chamlang 7319 m och Chamlang East 7235 m, Peak 7316, Baruntse 7129 m, Ama Dablam 6812 m och 17 andra berg på över 6000 meter räknas till denna section.
3. Khumbu (nepalesiska खुम्बु) längs den internationella gränsen väster om Makālu-sektionen. Denna sektion innefattar Everest-massivet: Mount Everest 8848 m, Lhotse 8516 m, Nuptse 7855 m och Changtse 7580 m. Väster om Mount Everest ligger Pumori 7161 m och Cho Oyu 8201 m och ytterligare cirka 20 toppar på över 7000 meter och 36 toppar på över 6000 meter.[1]

Khumbu-regionen i Solukhumbu-distriktet av Nepal är den mest omtalade delen av de befolkade i Mahalangur Himal eftersom leden till Mount Everest, den södra vägen, leder genom detta område.